# Biblia Hebraica Quinta
Biblia Hebraica Quinta (BKQ) är en utgåva av den hebreiska texten till Gamla testamentet. Publiceringen påbörjades 2004 och beräknas vara klar 2026. Den grundar sig liksom sin föregångare Biblia Hebraica Stuttgartensia på Codex Leningradensis. Därtill kommer de senaste årens forskning kring Septuaginta och Qumrantexterna samt den fullständiga publiceringen av Qumranhandskrifterna.